# Xinglong (köping i Kina, Sichuan, lat 29,76, long 102,22)
Xinglong (kinesiska: 兴隆镇, 兴隆) är en köping i Kina. Den ligger i provinsen Sichuan, i den sydvästra delen av landet, omkring 200 kilometer sydväst om provinshuvudstaden Chengdu.
Genomsnittlig årsnederbörd är 1 146 millimeter. Den regnigaste månaden är juli, med i genomsnitt 229 mm nederbörd, och den torraste är december, med 8 mm nederbörd.